# Jelebu
Huyện Jelebu là một huyện thuộc bang Negeri Sembilan của Malaysia. Huyện Jelebu có dân số thời điểm năm 2010 ước tính khoảng 38081 người.